# 온라인 도움말
온라인 도움말(영어: online help)은 컴퓨터 소프트웨어를 통하여 전달되는, 제목 지향의 절차적 정보나 참조적 정보이다. 사용자 보조의 일종이다. 대부분의 온라인 도움말은 응용 소프트웨어나 운영 체제의 이용에 도움을 주도록 설계되어 있으나 다양한 주제에 대한 정보를 제공하는 데 사용되기도 한다. 온라인 도움말이 응용 프로그램의 상태(사용자가 하고 있는 것)에 링크되어 있을 때 이를 문맥 인식 도움말이라 부른다.
마이크로소프트 비주얼 스튜디오와 같은 마이크로소프트 제품들은 이제 오프라인 도움말이나 로컬 도움말로 설치된 도움말을 참조하지만 웹 서버에 설치된 도움말은 온라인 도움말로 참조한다.

## 같이 보기
- 윈도우 도움말
- 마이크로소프트 컴파일드 HTML 헬프(en:Microsoft Compiled HTML Help, 파일확장자 CHM)